# Junonia evarete
Junonia evarete (Cramer, 1779), popularmente conhecida como Olho-de-pavão-diurno, é uma borboleta neotropical da família dos Ninfalídeos (Nymphalidae). Habita as planícies tropicais, áreas arbustivas e de matagal, ilhas, florestas primárias e secundárias, habitats urbanizados e suburbanizados e manguezais. Sua distribuição vai do sul da América do Norte à América do Sul, ocorrendo também nas Ilhas Caribenhas, em clima tropical e sub-tropical. Possuem manchas características de olhos nas asas, que possuem uma envergadura entre 4,5 e 6,5 cm. De vôo muito rápido e baixo, a Olho-de-pavão-diurno prefere os lugares abertos (descampados) e ensolarados. Essa espécie é muito confundida com a espécie Junonia genoveva. As duas espécies possuem muitas subespécies e variações, o que torna difícil sua identificação ou diferenciação. A única forma de diferenciar Junonia evarete de Junonia genoveva é através da observação da porção ventral das antenas. Em J. evarete, a ponta das antenas varia entre cinza-claro e cinza-escuro, e é uniforme com o resto da antena. Em J. genoveva a superfície ventral da ponta das antenas é escura, marrom ou preta, e contrasta com a cor mais clara do restante da antena.

## Reprodução
Os machos, geralmente, ficam pousados na vegetação ou no solo à espera de fêmeas receptivas, até mesmo o dia inteiro. A fêmea deposita seus ovos, individualmente, sob as folhas das plantas. É observado dimorfismo sexual no tamanho, com fêmeas frequentemente maiores que os machos.

## Alimentação
Os adultos são nectarívoros. As larvas alimentam-se das folhas, preferentemente das plantas Gervão-cheiroso (Verbena Lacinata), Gervão (Stachytarpheta cayennensis) ou Mangue-branco (Laguncularia racemosa).